# Waddenmetselbij
De Waddenmetselbij (Osmia maritima) is een vliesvleugelig insect uit de familie Megachilidae. De wetenschappelijke naam van de soort is gepubliceerd in 1885 door Heinrich Friese.